# Martí Riverola
Martí Riverola Bataller (Barcelona, 26 de enero de 1991), deportivamente conocido como Riverola, es un exfutbolista y entrenador español. Jugaba como centrocampista y desde la temporada 2025-26 dirige al FS La Massana de la Segunda División de Andorra.

## Trayectoria
Martí Riverola inició su carrera en el fútbol base del F. C. Barcelona, donde ingresó con seis años. A medida que pasaba por todas las categorías inferiores del club, fue retrasando progresivamente su posición en el campo, de delantero centro a interior ofensivo y medio centro. Llegó a ser capitán del equipo juvenil, con el que fue campeón de liga de la categoría en 2009, jugando como titular la final ante el R. C. Celta de Vigo.
Durante la temporada 2009-10 Luis Enrique le hizo debutar en el filial, con el que consiguió el ascenso a Segunda División. El verano de 2010 fue llamado por Pep Guardiola para realizar la pretemporada con el primer equipo, debutando con la elástica azulgrana en un amistoso ante el Vålerenga IF, disputado en Oslo el 29 de julio.
El 6 de noviembre de ese año realizó el debut con el filial en segunda división, jugando 30 minutos en la segunda parte frente al Villarreal  C. F. "B".
En enero de 2011 firmó una cesión con el Vitesse Arnhem, entrenado por el exjugador del F. C. Barcelona Albert Ferrer.
Realizó la pretemporada 2011-12 con el primer equipo del F. C. Barcelona, debutando en partido oficial el 6 de diciembre en partido de Liga de Campeones contra el BATE Borisov. Esa temporada finalizaba contrato, así que en enero de 2012 el Bologna F. C. 1909 anunció su fichaje para los siguientes cuatro años una vez quedara libre.
Mientras pertenecía al equipo boloñés estuvo cedido en el R. C. D. Mallorca y el S. C. Rheindorf Altach. Tras este segundo préstamo abandonó Bolonia, siguiendo su carrera en Italia con el Foggia Calcio y la Reggiana.
En agosto de 2018 regresó al fútbol español y a las Islas Baleares después de firmar con la U. D. Ibiza. Cinco meses después rescindió su contrato para recalar en el F. C. Andorra. Cuando llegó el equipo competía en la Primera Catalana y se marchó en septiembre de 2022 con este en la Segunda División de España y habiendo jugado más de cien partidos. Entonces siguió en el país, aunque esta vez para competir en las competiciones locales con el Atlètic Club d'Escaldes y el Inter Club d'Escaldes.
En la temporada 2025-26 inició su carrera como entrenador en el FS La Massana con el objetivo de regresar a la Primera División de Andorra.

## Selección nacional
Fue convocado con España en categoría sub-19.

## Clubes

### Como jugador
| Club                            | País         | Año       | Partidos | Goles |
| ------------------------------- | ------------ | --------- | -------- | ----- |
| F. C. Barcelona "B"             | España       | 2010-2012 | 38       | 5     |
| S. B. V. Vitesse (cedido)       | Países Bajos | 2011      | 15       | 2     |
| F. C. Barcelona                 | España       | 2011      | 1        | 0     |
| Bologna F. C. 1909              | Italia       | 2012-2015 | 3        | 0     |
| R. C. D. Mallorca (cedido)      | España       | 2013-2014 | 16       | 1     |
| S. C. Rheindorf Altach (cedido) | Austria      | 2015      | 5        | 0     |
| Foggia Calcio                   | Italia       | 2015-2017 | 57       | 3     |
| Reggiana                        | Italia       | 2017-2018 | 45       | 3     |
| U. D. Ibiza                     | España       | 2018-2019 | 16       | 0     |
| F. C. Andorra                   | Andorra      | 2019-2022 | 101      | 6     |
| Atlètic Club d'Escaldes         | Andorra      | 2022-2023 | 28       | 6     |
| Inter Club d'Escaldes           | Andorra      | 2023-2025 | 19       | 0     |

Fuentes: BDFutbol - LaPreferente - Transfermarkt

### Como entrenador
| Club          | País    | Año   |
| ------------- | ------- | ----- |
| FS La Massana | Andorra | 2025- |

## Palmarés

### Campeonatos nacionales
| Título                      | Club                        | País    | Año  |
| --------------------------- | --------------------------- | ------- | ---- |
| Copa de Campeones Juvenil   | F. C. Barcelona Juvenil "A" | España  | 2009 |
| Primera División de Andorra | Atlètic Club d'Escaldes     | Andorra | 2023 |
| Supercopa de Andorra        | Inter Club d'Escaldes       | Andorra | 2023 |